# St. Amandus (Ottersheim)

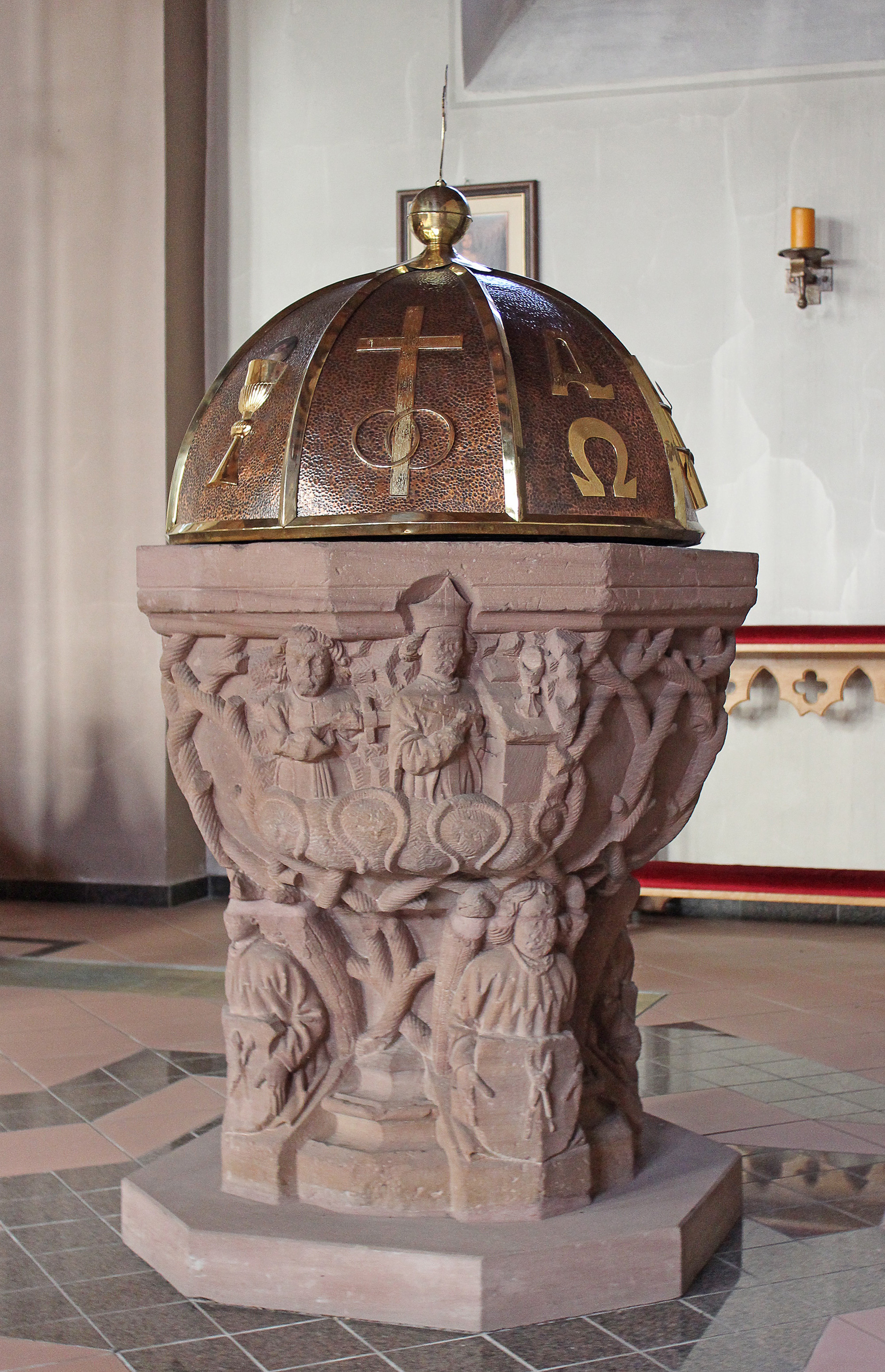
Taufstein (um 1500)

St. Amandus ist die römisch-katholische Kirche von Ottersheim im Donnersbergkreis in Rheinland-Pfalz. Sie steht unter Denkmalschutz. 

## Lage
Die Kirche befindet sich in der örtlichen Hauptstraße. In unmittelbarer Nachbarschaft steht das ebenfalls denkmalgeschützte katholische Pfarrhaus.

## Kirchengeschichte von Ottersheim
Für Ottersheim mit Bubenheim und Immesheim als Sprengel beginnen die Kirchenbücher 1705. Das Gebiet wurde zunächst noch von Rodenbach (Pfarrei Boßweiler) aus versehen. Ab 1793 wurde die Nachbargemeinde Biedesheim ebenfalls von Ottersheim aus mitbetreut. Biedesheim gehörte anfänglich zur Pfarrei Neuleiningen und wurde von Grünstadt aus versehen. Im letzten Drittel des 20. Jahrhunderts bildeten Ottersheim, Stetten (Leib Christi) und Zell eine Pfarreiengemeinschaft.
Stetten bildete seit der Reformation mit Albisheim und Ilbesheim und ab 1700 auch Gauersheim als Filialen eine Pfarrei.2013 wurde die Pfarrei mit der Filiale Ilbesheim zu Kirchheimbolanden umgepfarrt, der Filialort Albisheim wurde jedoch von Stetten getrennt und der Pfarrei Ottersheim angegliedert. Seit 1. Januar 2016 fungiert die Kirche in Ottersheim als Filiale der Pfarrei Hl. Philipp der Einsiedler, die ihren Sitz in Göllheim hat.

## Architektur
Bei der Kirche handelt es sich um einen von 1890 bis 1893 errichteten neugotischen Sandsteinquader-Saalbau, der vom Architekten Franz Schöberl entworfen wurde. Die straßenseitige Einfriedung wurde ab 1909 vorgenommen, wofür sich Johann Christoph Schreiber verantwortlich zeichnete.

## Ausstattung
Die Ausstattung ist ebenfalls denkmalgeschützt. Darunter befindet sich ein Orgelprospekt von Balthasar Schlimbach aus dem Jahr 1877. In der Kirche befindet sich ein sogenannter „Löwentaufstein“ aus dem 15. Jahrhundert. Vorbild für diesen ist der Taufstein im Wormser Dom.